# Райнгольд Дурнталер
Райнгольд Дурнталер  (нім. Reinhold Durnthaler; 29 листопада 1942 — 25 жовтня 2017) — австрійський бобслеїст, олімпійський медаліст.

## Виступи на Олімпіадах
| Олімпіада     | Дисципліна | Місце |
| ------------- | ---------- | ----- |
| Інсбрук 1964  | двійка     | 9     |
| Інсбрук 1964  | четвірка   | 2     |
| Гренобль 1968 | двійка     | 4     |
| Гренобль 1968 | четвірка   | 2     |